# Домаћин (филм из 2013)
Домаћин (енгл. The Host) амерички је љубавни и научнофантастични филм из 2013. године. Режију и сценарио потписује Ендру Никол, по истоименом роману Стефени Мајер из 2008. године. Главне улоге тумаче Серше Ронан, Џејк Ејбел и Макс Ајронс.
Приказан је 29. марта 2013. године у Сједињеним Америчким Државама, односно 28. марта у Србији. Добио је углавном негативне рецензије критичара и зарадио више од 60 милиона долара у односу на буџет од 40 милиона долара.

## Радња
Земљу је покорила врста паразитских бића, званих „душе”, која заузимају умове својих људских носитеља, притом задржавајући њихова тела. Већина човечанства поклекла је пред њима, а главни лик Мелани једна је од последњих дивљих људи које настањује ванземаљка Вандерер (Ванда). Али, Ванда тешко влада мислима младе Мелани која одбија да преда власт над својим умом.

## Улоге
| Глумац              | Улога           |
| ------------------- | --------------- |
| Серше Ронан         | Мелани Страјдер |
| Џејк Ејбел          | Ијан О’Шеј      |
| Макс Ајронс         | Џаред Хау       |
| Франсес Фишер       | Магнолија       |
| Чандлер Кантербери  | Џејми Страјдер  |
| Дијана Кригер       | Лејси           |
| Вилијам Херт        | Џебедаја        |
| Бојд Холбрук        | Кајл            |
| Скот Лоренс         | Док             |
| Рејчел Робертс      | Соул Флер       |
| Шон Картер Питерсон | Вес             |
| Ли Харди            | Арон            |
| Фил Остин           | Вејверли        |
| Рејден Грир         | Лили            |
| Џ. Д. Евермор       | Тревор Страјдер |
| Емили Браунинг      | Пет             |
| Мустафа Харис       | Брант           |
| Боким Вудбајн       | Нејт            |
| Алекс Расел         | Бернс           |